# Kanton Plélan-le-Petit
Kanton Plélan-le-Petit (fr. Canton de Plélan-le-Petit) je francouzský kanton v departementu Côtes-d'Armor v regionu Bretaň. Tvoří ho devět obcí.

## Obce kantonu
- La Landec
- Languédias
- Plélan-le-Petit
- Plorec-sur-Arguenon
- Saint-Maudez
- Saint-Méloir-des-Bois
- Saint-Michel-de-Plélan
- Trébédan
- Vildé-Guingalan